# Mittlere Flächenalb

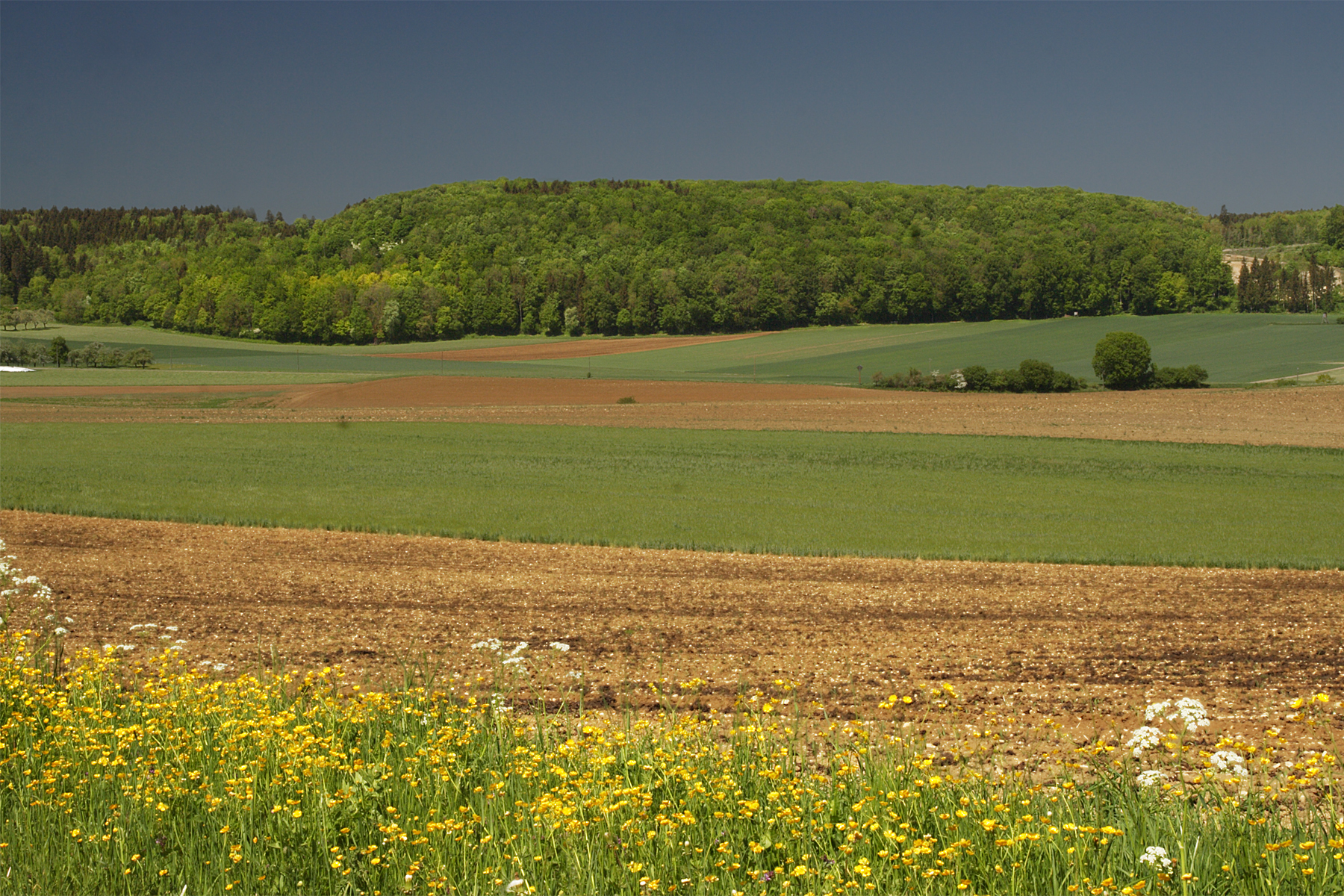
Typische Landschaft der Mittleren Flächenalb bei Oberwilzingen

Die Mittlere Flächenalb ist der Naturraum 095 der Schwäbischen Alb im Südwestdeutschen Stufenland in Baden-Württemberg.

## Beschreibung
Die Mittlere Flächenalb liegt bis 800 Meter über NHN südlich der Klifflinie, die annähernd parallel zur obersten Donau verläuft. Dieser südöstliche Streifen der Schwäbischen Alb war im Miozän vom oberen Molassemeer bedeckt, im Gegensatz zur Mittleren Kuppenalb, die daraus herausragte. Dadurch hat sich eine Landschaftsform mit weiten Flächen gebildet.

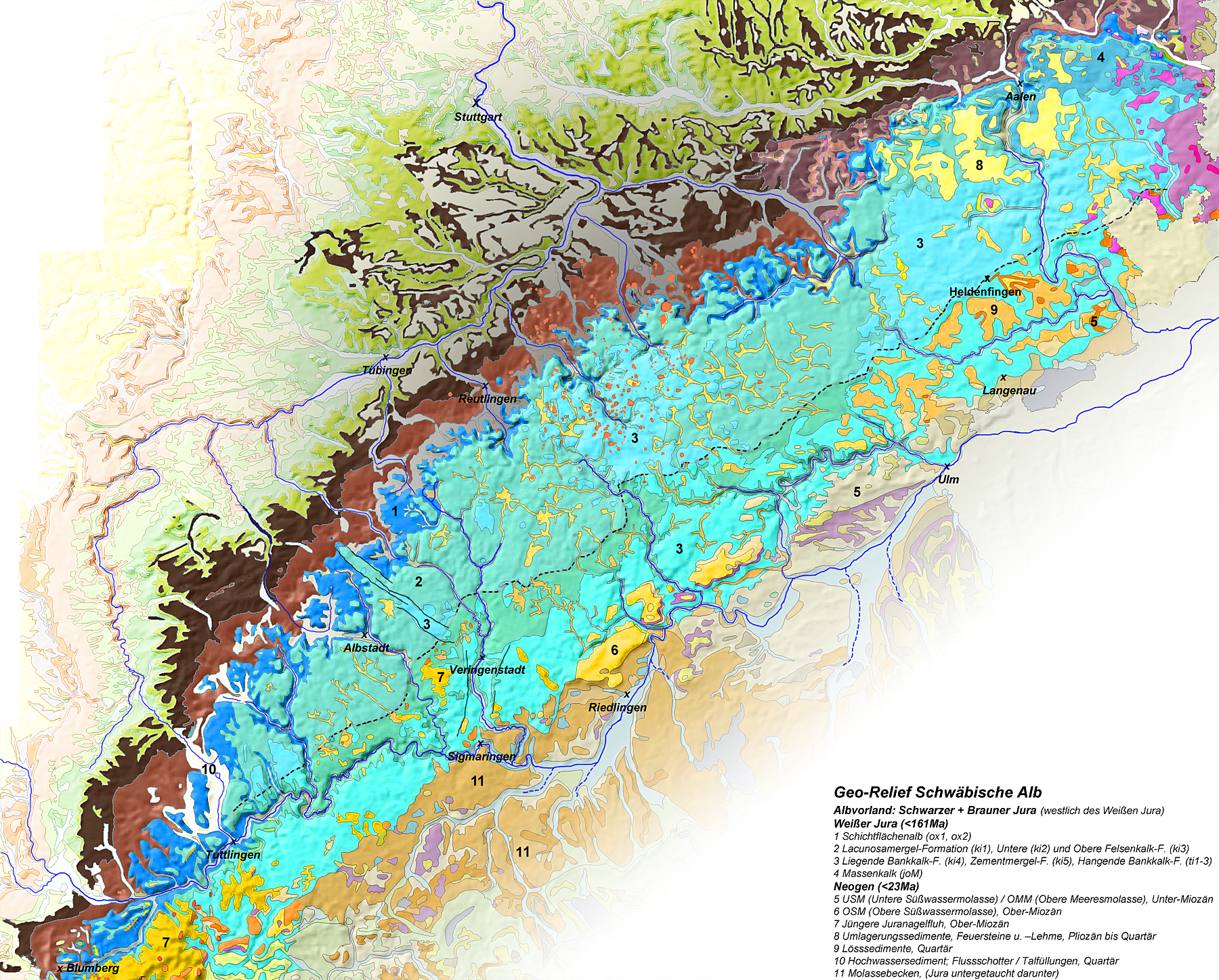
Geologisches Relief der obersten Gesteinsformationen, inklusive nördliches Alb-Vorland, Klifflinie und Rand des südlichen Molassebeckens

Topografisch zeigt sie weiträumige Hochplatten über tief eingeschnittenen Kerbtälern. Zwar besteht die Mittlere Flächenalb (nach Dongus 1972) aus ähnlichen Gesteinen (v. a. Kalke und Mergel) wie die Mittlere Kuppenalb, doch fehlen ihr die aus Riffkalken gebildeten Kuppen. Ein der Klifflinie zugewandter schmaler Streifen dürfte eine überwiegend tertiäre Altfläche sein. Die Mittlere Flächenalb wird von einem steilen, unvermittelt eingegrabenen Talnetz durchzogen. In den Tälern befinden sich Quelltöpfe.
Auf der Mittleren Flächenalb finden sich fruchtbare Lösslehmböden und Parabraunerden. Sie ist stärker ackerbaulich genutzt als die Kuppenalb, wo der eiszeitliche Löss großteils erodiert wurde. Im Westteil dominiert dabei der Wald, im Ostteil die landwirtschaftliche Fläche. Stellenweise haben sich verschiedene Lössdecken auch als flache Dünen an Hängen erhalten, die durch in Warmzeiten gebildete Paläoböden getrennt sind. Auf Hochflächen gibt es teilweise Terra fusca (Kalk-Braunlehm) und kolluviale Braunerden, auf den Talhängen Rendzina.
Der Jahresniederschlag ist mit maximal 800 mm um etwa 20 % geringer als auf der Kuppenalb, das Klima aber ähnlich.

## Naturräumliche Gliederung
Die Mittlere Flächenalb gliedert sich wie folgt: 
- 095 Mittlere Flächenalb
  - 095.0 Zwiefaltener Alb
    - 095.00 Zwiefaltener Alb (im engeren Sinne)
    - 095.01 Unteres Großes Lautertal

  - 095.1 Östlicher Teil der Mittleren Flächenalb
    - 095.10 Blautalgebiet
    - 095.11 Ausräumungsgebiet der Schmiech
    - 095.12 Blaubeurer Alb
    - 095.13 Hochflächen von Justingen
    - 095.14 Hochflächen von Bremelau-Mehrstetten
    - 095.15 Ausräumungsgebiet von Dächingen

  - 095.2 Südliche Randlandschaften der Mittleren Alb
    - 095.20 Hochsträß
    - 095.21 Erbacher Albrand
    - 095.22 Ehinger Albrand
    - 095.23 Landgericht
    - 095.24 Altes und neues Donautal von Marchtal
    - 095.25 Emerberg und Umgebung
    - 095.26 Zwiefaltener Achtalsystem
    - 095.27 Tautschbuch

  - 095.3 Westlicher Teil der Mittleren Flächenalb
    - 095.30 Winterlinger Platte
    - 095.31 Lauchert-Senke
    - 095.32 Sigmaringer Talweitung

## Anteile an Schutzgebieten
|                                |                     |
| Art des Schutzgebiets          | prozentualer Anteil |
| FFH-Gebiete                    | 12,06               |
| Vogelschutzgebiete             | 6,23                |
| Naturschutzgebiete             | 1,05                |
| sonstige Schutzgebiete         | 7,09                |
| Effektiver Schutzgebietsanteil | 16,45               |